# Tisztelet és Szabadság Párt
A Tisztelet és Szabadság Párt (röviden: TISZA) egy magyarországi politikai párt. 2021-es öndefiníciójuk szerint olyan ideológiamentes formáció, amely jobbközép pártként centrista politikát folytat. Elnöke Magyar Péter, alelnökei Tarr Zoltán és Radnai Márk, tiszteletbeli alapító elnöke pedig Szabó Attila.
2020-ban alapították, de országos jelentőséget 2024-ben szerzett, amikor Magyar Péter listavezetésével elindult az európai parlamenti és Budapesten az önkormányzati választáson. Mindössze három hónap építkezéssel, országos szervezet nélkül mindkét választáson a második helyen végzett, ami a magyar politikában példátlanul gyors felemelkedést jelent, ezzel a tizennégy éve kormányzó Fidesz elsőszámú kihívójává lépett elő.

## A párt előélete
Szabó Attila elnök, illetve Deák Boldizsár és Somodi Erzsébet akkori alelnökök 2020 októberében Egerben alapították. Deák Boldizsár a 2000-es években fideszes képviselő volt Eger önkormányzatában. Deák és Somodi korábban a Schmuck Andor-féle Szociáldemokraták jelöltjei voltak. Deák és Szabó 2021-ben országjárásra indultak egy autóval, melynek utánfutóján a párt neve szerepelt. Indulni terveztek a 2022-es országgyűlési választáson, de ezek a tervek nem valósultak meg, egyetlen körzetben sem állítottak jelöltet. Deák Boldizsár ügynökmúltjáról jelentek meg cikkek a kormánypárti sajtóban, azonban ő Magyar Péter színrelépését követően elhagyta a pártot.

## Tisza Szigetek
A Tisza Szigetek a Tisza Párt által létrehozott, azonban tőle autonóm, önszerveződő közösségi hálózat, amely célja a helyi közösségek megerősítése és a párt politikai munkájának támogatása. Ezek a szigetek olyan közösségi klubokként működnek, ahol a tagok megoszthatják véleményüket, részt vehetnek közösségi programokban, és hozzájárulhatnak a helyi életminőség javításához.
A szigetek működése sejtszerű, azaz kisebb csoportokban szerveződnek, amelyek hatékonyabb működést és személyesebb kapcsolatokat tesznek lehetővé. Pécsen például 12 sziget működik jelenleg, Baranyában pedig összesen 25-27 ilyen közösség létezik (ezeknek száma az idővel folyamatosan növekedik). Egy sziget alapításához öt fő szükséges, és maximum 50 főig működhet. A tagok pedig kéthetente találkoznak, hogy megvitassák a helyi ügyeket és szervezzék a közösségi programokat.
Nemcsak a közösségépítésben játszanak szerepet, hanem a Tisza Párt politikai munkáját is támogatják. A párt célja, hogy a 2026-os választásokra 106 elhivatott képviselőt találjon, és ebben számítanak a szigetek közösségeinek munkájára is. A szigetek tagjai aktívan részt vesznek a párt kampányaiban, például szórólapozással és rendezvények szervezésével. Működésük hasonlít a korábbi polgári körök koncepciójához, amelyek a 2002-es választási vereség után szerveződtek a Fidesz támogatására. A Tisza Szigetek célja, hogy minden településen jelen legyenek, és helyi szinten mozgósítsák a párt szimpatizánsait.

## A 2024-es választások
A Talpra Magyarok Közössége néven politikai mozgalmat alapító Magyar Péter számára csatlakozni kellett egy bejegyzett párthoz, hogy elindulhasson az európai parlamenti választásokon. Elmondása szerint szimpatikus neve és programja miatt választotta a TISZA Pártot, több párttal történt tárgyalás után. A párt Magyar Pétert alelnökévé választotta.
Az európai parlamenti választási listára részben nyílt pályázat útján vártak jelentkezőket.
2024. április 17-től az európai parlamenti választás napjáig Magyar Péter országjárásra indult, hogy személyesen eljusson a vidéki településeken élő emberekhez is. 
| Sorszám | Település         | Vármegye               | Dátum             |
| ------- | ----------------- | ---------------------- | ----------------- |
| 1.      | Gyula             | Békés                  | 2024. április 17. |
| 2.      | Békéscsaba        | Békés                  | 2024. április 17. |
| 3.      | Sarkad            | Békés                  | 2024. április 18. |
| 4.      | Méhkerék          | Békés                  | 2024. április 18. |
| 5.      | Doboz             | Békés                  | 2024. április 18. |
| 6.      | Gyomaendrőd       | Békés                  | 2024. április 18. |
| 7.      | Szarvas           | Békés                  | 2024. április 18. |
| 8.      | Orosháza          | Békés                  | 2024. április 18. |
| 9.      | Kunágota          | Békés                  | 2024. április 19. |
| 10.     | Battonya          | Békés                  | 2024. április 19. |
| 11.     | Mezőhegyes        | Békés                  | 2024. április 19. |
| 12.     | Mohács            | Baranya                | 2024. április 22. |
| 13.     | Villány           | Baranya                | 2024. április 22. |
| 14.     | Siklós            | Baranya                | 2024. április 22. |
| 15.     | Komló             | Baranya                | 2024. április 22. |
| 16.     | Szigetvár         | Baranya                | 2024. április 23. |
| 17.     | Görcsöny          | Baranya                | 2024. április 23. |
| 18.     | Kozármisleny      | Baranya                | 2024. április 23. |
| 19.     | Cserkút           | Baranya                | 2024. április 23. |
| 20.     | Pécs              | Baranya                | 2024. április 23. |
| 21.     | Bonyhád           | Tolna                  | 2024. április 24. |
| 22.     | Hőgyész           | Tolna                  | 2024. április 24. |
| 23.     | Dombóvár          | Tolna                  | 2024. április 24. |
| 24.     | Zomba             | Tolna                  | 2024. április 24. |
| 25.     | Szekszárd         | Tolna                  | 2024. április 24. |
| 26.     | Tolna             | Tolna                  | 2024. április 25. |
| 27.     | Paks              | Tolna                  | 2024. április 25. |
| 28.     | Nagydorog         | Tolna                  | 2024. április 25. |
| 29.     | Simontornya       | Tolna                  | 2024. április 25. |
| 30.     | Tamási            | Tolna                  | 2024. április 25. |
| 31.     | Vasvár            | Vas                    | 2024. április 28. |
| 32.     | Körmend           | Vas                    | 2024. április 29. |
| 33.     | Őriszentpéter     | Vas                    | 2024. április 29. |
| 34.     | Szentgotthárd     | Vas                    | 2024. április 29. |
| 35.     | Szombathely       | Vas                    | 2024. április 29. |
| 36.     | Kőszeg            | Vas                    | 2024. április 30. |
| 37.     | Bük               | Vas                    | 2024. április 30. |
| 38.     | Celldömölk        | Vas                    | 2024. április 30. |
| 39.     | Jánosháza         | Vas                    | 2024. április 30. |
| 40.     | Sárvár            | Vas                    | 2024. április 30. |
| 41.     | Devecser          | Veszprém               | 2024. május 1.    |
| 42.     | Sümeg             | Veszprém               | 2024. május 1.    |
| 43.     | Tapolca           | Veszprém               | 2024. május 1.    |
| 44.     | Ajka              | Veszprém               | 2024. május 1.    |
| 45.     | Veszprém          | Veszprém               | 2024. május 1.    |
| 46.     | Bánd              | Veszprém               | 2024. május 2.    |
| 47.     | Várpalota         | Veszprém               | 2024. május 2.    |
| 48.     | Balatonfüred      | Veszprém               | 2024. május 2.    |
| 49.     | Zirc              | Veszprém               | 2024. május 2.    |
| 50.     | Pápa              | Veszprém               | 2024. május 2.    |
| 51.     | Debrecen          | Hajdú-Bihar            | 2024. május 5.    |
| 52.     | Kaba              | Hajdú-Bihar            | 2024. május 6.    |
| 53.     | Berettyóújfalu    | Hajdú-Bihar            | 2024. május 6.    |
| 54.     | Derecske          | Hajdú-Bihar            | 2024. május 6.    |
| 55.     | Nyírmártonfalva   | Hajdú-Bihar            | 2024. május 6.    |
| 56.     | Hajdúszoboszló    | Hajdú-Bihar            | 2024. május 6.    |
| 57.     | Balmazújváros     | Hajdú-Bihar            | 2024. május 7.    |
| 58.     | Hajdúböszörmény   | Hajdú-Bihar            | 2024. május 7.    |
| 59.     | Hajdúnánás        | Hajdú-Bihar            | 2024. május 7.    |
| 60.     | Tiszavasvári      | Szabolcs-Szatmár-Bereg | 2024. május 7.    |
| 61.     | Újfehértó         | Szabolcs-Szatmár-Bereg | 2024. május 7.    |
| 62.     | Nyíregyháza       | Szabolcs-Szatmár-Bereg | 2024. május 7.    |
| 63.     | Nyírbátor         | Szabolcs-Szatmár-Bereg | 2024. május 8.    |
| 64.     | Mátészalka        | Szabolcs-Szatmár-Bereg | 2024. május 8.    |
| 65.     | Fehérgyarmat      | Szabolcs-Szatmár-Bereg | 2024. május 8.    |
| 66.     | Vásárosnamény     | Szabolcs-Szatmár-Bereg | 2024. május 8.    |
| 67.     | Kisvárda          | Szabolcs-Szatmár-Bereg | 2024. május 8.    |
| 68.     | Mándok            | Szabolcs-Szatmár-Bereg | 2024. május 9.    |
| 69.     | Záhony            | Szabolcs-Szatmár-Bereg | 2024. május 9.    |
| 70.     | Sátoraljaújhely   | Borsod-Abaúj-Zemplén   | 2024. május 9.    |
| 71.     | Tokaj             | Borsod-Abaúj-Zemplén   | 2024. május 9.    |
| 72.     | Szerencs          | Borsod-Abaúj-Zemplén   | 2024. május 9.    |
| 73.     | Miskolc           | Borsod-Abaúj-Zemplén   | 2024. május 9.    |
| 74.     | Tiszaújváros      | Borsod-Abaúj-Zemplén   | 2024. május 10.   |
| 75.     | Mezőkövesd        | Borsod-Abaúj-Zemplén   | 2024. május 10.   |
| 76.     | Kazincbarcika     | Borsod-Abaúj-Zemplén   | 2024. május 10.   |
| 77.     | Putnok            | Borsod-Abaúj-Zemplén   | 2024. május 10.   |
| 78.     | Ózd               | Borsod-Abaúj-Zemplén   | 2024. május 10.   |
| 79.     | Zalakaros         | Zala                   | 2024. május 13.   |
| 80.     | Zalaszentgrót     | Zala                   | 2024. május 13.   |
| 81.     | Hévíz             | Zala                   | 2024. május 13.   |
| 82.     | Keszthely         | Zala                   | 2024. május 13.   |
| 83.     | Zalaegerszeg      | Zala                   | 2024. május 13.   |
| 84.     | Pacsa             | Zala                   | 2024. május 14.   |
| 85.     | Söjtör            | Zala                   | 2024. május 14.   |
| 86.     | Csesztreg         | Zala                   | 2024. május 14.   |
| 87.     | Lenti             | Zala                   | 2024. május 14.   |
| 88.     | Páka              | Zala                   | 2024. május 14.   |
| 89.     | Letenye           | Zala                   | 2024. május 14.   |
| 90.     | Nagykanizsa       | Zala                   | 2024. május 14.   |
| 91.     | Csurgó            | Somogy                 | 2024. május 15.   |
| 92.     | Nagyatád          | Somogy                 | 2024. május 15.   |
| 93.     | Barcs             | Somogy                 | 2024. május 15.   |
| 94.     | Szenna            | Somogy                 | 2024. május 15.   |
| 95.     | Kaposvár          | Somogy                 | 2024. május 15.   |
| 96.     | Somogyvár         | Somogy                 | 2024. május 16.   |
| 97.     | Marcali           | Somogy                 | 2024. május 16.   |
| 98.     | Nagybajom         | Somogy                 | 2024. május 16.   |
| 99.     | Fonyód            | Somogy                 | 2024. május 16.   |
| 100.    | Kötcse            | Somogy                 | 2024. május 16.   |
| 101.    | Balatonföldvár    | Somogy                 | 2024. május 16.   |
| 102.    | Tab               | Somogy                 | 2024. május 16.   |
| 103.    | Siófok            | Somogy                 | 2024. május 16.   |
| 104.    | Pilisvörösvár     | Pest                   | 2024. május 17.   |
| 105.    | Budaörs           | Pest                   | 2024. május 17.   |
| 106.    | Százhalombatta    | Pest                   | 2024. május 17.   |
| 107.    | Gyál              | Pest                   | 2024. május 17.   |
| 108.    | Érd               | Pest                   | 2024. május 17.   |
| 109.    | Cegléd            | Pest                   | 2024. május 18.   |
| 110.    | Ócsa              | Pest                   | 2024. május 18.   |
| 111.    | Gödöllő           | Pest                   | 2024. május 18.   |
| 112.    | Szentendre        | Pest                   | 2024. május 18.   |
| 113.    | Göd               | Pest                   | 2024. május 18.   |
| 114.    | Vác               | Pest                   | 2024. május 18.   |
| 115.    | Csongrád          | Csongrád-Csanád        | 2024. május 20.   |
| 116.    | Szentes           | Csongrád-Csanád        | 2024. május 20.   |
| 117.    | Mindszent         | Csongrád-Csanád        | 2024. május 20.   |
| 118.    | Hódmezővásárhely  | Csongrád-Csanád        | 2024. május 20.   |
| 119.    | Makó              | Csongrád-Csanád        | 2024. május 20.   |
| 120.    | Szeged            | Csongrád-Csanád        | 2024. május 20.   |
| 121.    | Röszke            | Csongrád-Csanád        | 2024. május 21.   |
| 122.    | Kistelek          | Csongrád-Csanád        | 2024. május 21.   |
| 123.    | Kiskunfélegyháza  | Bács-Kiskun            | 2024. május 21.   |
| 124.    | Kiskunmajsa       | Bács-Kiskun            | 2024. május 21.   |
| 125.    | Kiskunhalas       | Bács-Kiskun            | 2024. május 21.   |
| 126.    | Baja              | Bács-Kiskun            | 2024. május 21.   |
| 127.    | Kalocsa           | Bács-Kiskun            | 2024. május 22.   |
| 128.    | Kiskőrös          | Bács-Kiskun            | 2024. május 22.   |
| 129.    | Solt              | Bács-Kiskun            | 2024. május 22.   |
| 130.    | Szabadszállás     | Bács-Kiskun            | 2024. május 22.   |
| 131.    | Lajosmizse        | Bács-Kiskun            | 2024. május 22.   |
| 132.    | Kecskemét         | Bács-Kiskun            | 2024. május 22.   |
| 133.    | Sárbogárd         | Fejér                  | 2024. május 23.   |
| 134.    | Polgárdi          | Fejér                  | 2024. május 23.   |
| 135.    | Pusztaszabolcs    | Fejér                  | 2024. május 23.   |
| 136.    | Ercsi             | Fejér                  | 2024. május 23.   |
| 137.    | Dunaújváros       | Fejér                  | 2024. május 23.   |
| 138.    | Székesfehérvár    | Fejér                  | 2024. május 23.   |
| 139.    | Gárdony           | Fejér                  | 2024. május 24.   |
| 140.    | Mór               | Fejér                  | 2024. május 24.   |
| 141.    | Felcsút           | Fejér                  | 2024. május 24.   |
| 142.    | Bicske            | Fejér                  | 2024. május 24.   |
| 143.    | Tatabánya         | Komárom-Esztergom      | 2024. május 24.   |
| 144.    | Nógrád            | Nógrád                 | 2024. május 25.   |
| 145.    | Balassagyarmat    | Nógrád                 | 2024. május 25.   |
| 146.    | Szécsény          | Nógrád                 | 2024. május 25.   |
| 147.    | Pásztó            | Nógrád                 | 2024. május 25.   |
| 148.    | Bátonyterernye    | Nógrád                 | 2024. május 25.   |
| 149.    | Salgótarján       | Nógrád                 | 2024. május 25.   |
| 150.    | Karcag            | Jász-Nagykun-Szolnok   | 2024. május 27.   |
| 151.    | Kisújszállás      | Jász-Nagykun-Szolnok   | 2024. május 27.   |
| 152.    | Mezőtúr           | Jász-Nagykun-Szolnok   | 2024. május 27.   |
| 153.    | Kunszentmárton    | Jász-Nagykun-Szolnok   | 2024. május 27.   |
| 154.    | Szolnok           | Jász-Nagykun-Szolnok   | 2024. május 27.   |
| 155.    | Tiszaföldvár      | Jász-Nagykun-Szolnok   | 2024. május 28.   |
| 156.    | Törökszentmiklós  | Jász-Nagykun-Szolnok   | 2024. május 28.   |
| 157.    | Jászárokszállás   | Jász-Nagykun-Szolnok   | 2024. május 28.   |
| 158.    | Heves             | Heves                  | 2024. május 28.   |
| 159.    | Jászapáti         | Jász-Nagykun-Szolnok   | 2024. május 28.   |
| 160.    | Jászberény        | Jász-Nagykun-Szolnok   | 2024. május 28.   |
| 161.    | Hatvan            | Heves                  | 2024. május 29.   |
| 162.    | Gyöngyös          | Heves                  | 2024. május 29.   |
| 163.    | Füzesabony        | Heves                  | 2024. május 29.   |
| 164.    | Pétervására       | Heves                  | 2024. május 29.   |
| 165.    | Eger              | Heves                  | 2024. május 29.   |
| 166.    | Budakeszi         | Pest                   | 2024. június 2.   |
| 167.    | Dunakeszi         | Pest                   | 2024. június 2.   |
| 168.    | Vecsés            | Pest                   | 2024. június 2.   |
| 169.    | Szigetszentmiklós | Pest                   | 2024. június 2.   |
| 170.    | Kisbér            | Komárom-Esztergom      | 2024. június 3.   |
| 171.    | Oroszlány         | Komárom-Esztergom      | 2024. június 3.   |
| 172.    | Tata              | Komárom-Esztergom      | 2024. június 3.   |
| 173.    | Komárom           | Komárom-Esztergom      | 2024. június 3.   |
| 174.    | Nyergesújfalu     | Komárom-Esztergom      | 2024. június 3.   |
| 175.    | Esztergom         | Komárom-Esztergom      | 2024. június 3.   |
| 176.    | Bábolna           | Komárom-Esztergom      | 2024. június 4.   |
| 177.    | Csorna            | Győr-Moson-Sopron      | 2024. június 4.   |
| 178.    | Kapuvár           | Győr-Moson-Sopron      | 2024. június 4.   |
| 179.    | Fertőrákos        | Győr-Moson-Sopron      | 2024. június 4.   |
| 180.    | Piuszpuszta       | Győr-Moson-Sopron      | 2024. június 4.   |
| 181.    | Sopron            | Győr-Moson-Sopron      | 2024. június 4.   |
| 182.    | Mosonmagyaróvár   | Győr-Moson-Sopron      | 2024. június 5.   |
| 183.    | Rajka             | Győr-Moson-Sopron      | 2024. június 5.   |
| 184.    | Pannonhalma       | Győr-Moson-Sopron      | 2024. június 5.   |
| 185.    | Győr              | Győr-Moson-Sopron      | 2024. június 5.   |

Mindössze három hónap építkezéssel, országos szervezet nélkül a Tisza Párt az EP-választáson 29,6%-os (1,3 millió szavazó), a fővárosi szavazáson 216 ezer szavazatot szerzett, mindkét esetben a második helyen végezve, ami a magyar politikában példátlanul gyors felemelkedést jelent. A Tisza ezzel a tizennégy éve kormányzó Fidesz elsőszámú kihívójává lépett elő. Ebben az időszakban az érdemi tagság és országos hálózat is hiányzott még a párt mögül.

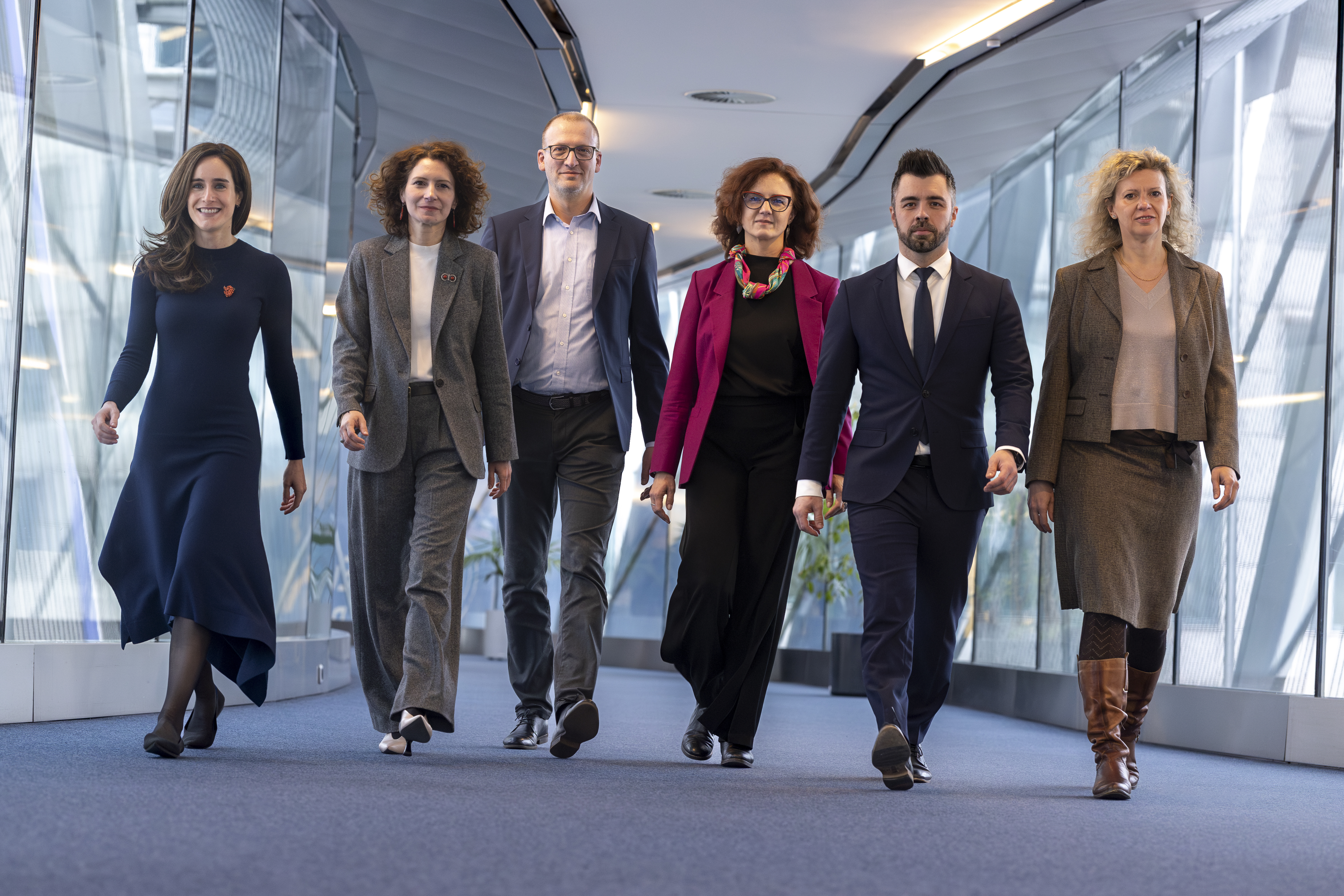
A Tisza Párt európai parlamenti delegációja (balról jobbra): Dávid Dóra, Lakos Eszter, Tarr Zoltán (delegációvezető), Gerzsenyi Gabriella, Kulja András és Kollár Kinga. Magyar Péter nincs a képen

A Válasz Online elemzése szerint nem igazi párt, nem is mozgalom. A szerző szerint az egyetlen használható kifejezés rájuk a „politikai törzs”. (A kifejezést Amy Chua írta le Donald Trump amerikai elnök 2016-os győzelmének vizsgálatakor, amit a törzsi alapú gondolkodásra, szerveződésre vezetett vissza.) A Tisza Párt követőtábora az elemző szerint a választási kampány rendezvényei során ennek megfelelően saját rítusokkal, igékkel, ezekhez tartozó dobtémákkal, kellékekkel és Magyar Péter személyében törzsfőnökkel rendelkezik. A Tisza párt sikere szerintük, hogy azt az Orbán-rendszer termelte ki saját maga „ellentörzseként”, mert a Fidesz már 2006-tól Chua definíciója szerinti politikai törzset épített ki – tudatosan vagy ösztönösen –, így a „klasszikus” ellenzéki pártok nem is vehetik fel a versenyt az „első törzzsel”.

### Tisztújítás
Az Európai Parlamentben a Tisza képviselői az Európai Néppárt (EPP) képviselőcsoportjához csatlakoztak, ahonnan a Fidesz már korábban távozott. Felvételüket az RMDSZ képviselői nem támogatták, míg a KDNP képviselője ennek kapcsán elhagyta a frakciót.
2024. július 22-én a párt tisztújító közgyűlést tartott, amelyen Magyar Pétert választották meg elnöknek. Alelnöknek Radnai Márkot, a párt operatív vezetőjét és Tarr Zoltánt, az európai parlamenti delegációjának vezetőjét választották. Magyar bejelentette, hogy az új szervezeti és működési szabályok elfogadása után, várhatóan novemberben, rendkívüli tisztújító kongresszust tartanak, amelyen a párt új vezető testületének tagjait fogják megválasztani, „figyelve arra, hogy a hölgyek egyenlő képviselettel rendelkezzenek minden poszton”.

### Kórházlátogatások
2024 nyarán Magyar Péter, a Tisza Párt elnöke, több kórházat is felkeresett, hogy felhívja a figyelmet az egészségügyi intézményekben tapasztalható problémákra. Ezek a látogatások azonban vegyes fogadtatásban részesültek, és számos vitát váltottak ki.
Augusztus 16-án a pártelnök közös kórházlátogatásra hívta Pintér Sándor belügyminisztert és Takács Péter egészségügyi államtitkárt, arra hivatkozva, hogy egyes kórházakban elmaradt a klímaberendezések kötelező fertőtlenítése, ami veszélyezteti a betegeket és a dolgozókat.
Augusztus 22-én megpróbált bejutni az Észak-Pesti Centrumkórház-Honvédkórház speciális rendeltetésű osztályára, melyet VIP-osztálynak nevezett. A kórház főigazgatója, Wikonkál Norbert Miklós azonban nem engedélyezte a belépést, arra hivatkozva, hogy ehhez a Belügyminisztérium külön engedélye szükséges. A főigazgató elmondta, hogy ezen a részlegen hat kórterem található, és ugyanaz a klímarendszer működik, mint a kórház többi részén, az ellátást pedig ugyanazok az orvosok és nővérek végzik.
Takács Péter egészségügyi államtitkár bírálta Magyar Péter kórházlátogatásait, hecckampánynak nevezve azokat, és azt állította, hogy a politikus zavarja az orvosokat és a gyógyítás rendjét. Magyar Péter visszautasította ezeket a vádakat, és hangsúlyozta, hogy célja a valós állapotok bemutatása volt, hogy rávilágítson a szükséges fejlesztésekre.
A Péterfy Sándor Utcai Kórház-Rendelőintézet közleményben cáfolta a Tisza Párt képviselőinek állításait az intézményben tett látogatásukról, és hangsúlyozták, hogy valótlanságokat állítanak a kórházban tapasztalt hőmérsékleti viszonyokról.

## 2026-os választások

### A kampány
A párt október 23-i megemlékezésén a Széna téren szimpatizánsai előtt jelentette be a pártelnök, hogy még aznap elindítják „a jövő hazaszerető vezetőinek kiválasztását”. Olyan hazaszerető nőket és férfiakat keresnek, akik a maguk szakterületén világos vízióval rendelkeznek, és vállalják a közszereplői léttel járó nehézségeket is. A 106 egyéni választókerületi jelölt mellett szakembereket is toboroznak, akik segítik abban a Tisza Pártot, hogy a 2026-os választás után zökkenőmentesen tudják átvenni a kormányzást.
Magyar november 15-én bejelentette, hogy ő, a Tisza Párt EP-képviselői, a budapesti képviselők, a párt egyéb tagjai, művészek és a tömegbázis építését segítő Tisza Szigetek mozgalom is részt vesznek majd egy új országjáráson. Ezzel a párt gyakorlatilag elkezdte a 2026-os választási kampányát.
| Sorszám | Település        | Vármegye               | Dátum              |
| ------- | ---------------- | ---------------------- | ------------------ |
| 1.      | Szerencs         | Borsod-Abaúj-Zemplén   | 2024. november 20. |
| 2.      | Miskolc          | Borsod-Abaúj-Zemplén   | 2024. november 20. |
| 3.      | Szegi            | Borsod-Abaúj-Zemplén   | 2024. november 21. |
| 4.      | Sárospatak       | Borsod-Abaúj-Zemplén   | 2024. november 21. |
| 5.      | Sátoraljaújhely  | Borsod-Abaúj-Zemplén   | 2024. november 21. |
| 6.      | Kisvárda         | Szabolcs-Szatmár-Bereg | 2024. november 22. |
| 7.      | Vásárosnamény    | Szabolcs-Szatmár-Bereg | 2024. november 22. |
| 8.      | Nyíregyháza      | Szabolcs-Szatmár-Bereg | 2024. november 22. |
| 9.      | Vámospércs       | Hajdú-Bihar            | 2024. november 23. |
| 10.     | Hajdúhadház      | Hajdú-Bihar            | 2024. november 23. |
| 11.     | Hajdúböszörmény  | Hajdú-Bihar            | 2024. november 23. |
| 12.     | Debrecen         | Hajdú-Bihar            | 2024. november 23. |
| 13.     | Herend           | Veszprém               | 2024. november 28. |
| 14.     | Balatonalmádi    | Veszprém               | 2024. november 28. |
| 15.     | Pápa             | Veszprém               | 2024. november 28. |
| 16.     | Veszprém         | Veszprém               | 2024. november 28. |
| 17.     | Pákozd           | Fejér                  | 2024. november 29. |
| 18.     | Iváncsa          | Fejér                  | 2024. november 29. |
| 19.     | Dunaújváros      | Fejér                  | 2024. november 29. |
| 20.     | Székesfehérvár   | Fejér                  | 2024. november 29. |
| 21.     | Szászvár         | Baranya                | 2024. december 2.  |
| 22.     | Sellye           | Baranya                | 2024. december 2.  |
| 23.     | Pécs             | Baranya                | 2024. december 2.  |
| 24.     | Dunaföldvár      | Tolna                  | 2024. december 3.  |
| 25.     | Bonyhád          | Tolna                  | 2024. december 3.  |
| 26.     | Szekszárd        | Tolna                  | 2024. december 3.  |
| 27.     | Nikla            | Somogy                 | 2024. december 11. |
| 28.     | Balatonszemes    | Somogy                 | 2024. december 11. |
| 29.     | Siófok           | Somogy                 | 2024. december 11. |
| 30.     | Kaposvár         | Somogy                 | 2024. december 11. |
| 31.     | Bázakerettye     | Zala                   | 2024. december 12. |
| 32.     | Gelse            | Zala                   | 2024. december 12. |
| 33.     | Keszthely        | Zala                   | 2024. december 12. |
| 34.     | Nagykanizsa      | Zala                   | 2024. december 12. |
| 35.     | Zalaegerszeg     | Zala                   | 2024. december 12. |
| 36.     | Gyula            | Békés                  | 2025. március 1.   |
| 37.     | Szeghalom        | Békés                  | 2025. március 1.   |
| 38.     | Gyomaendrőd      | Békés                  | 2025. március 1.   |
| 39.     | Békéscsaba       | Békés                  | 2025. március 1.   |
| 40.     | Lőkösháza        | Békés                  | 2025. március 2.   |
| 41.     | Medgyesegyháza   | Békés                  | 2025. március 2.   |
| 42.     | Tótkomlós        | Békés                  | 2025. március 2.   |
| 43.     | Orosháza         | Békés                  | 2025. március 2.   |
| 44.     | Tiszasziget      | Csongrád-Csanád        | 2025. március 3.   |
| 45.     | Makó             | Csongrád-Csanád        | 2025. március 3.   |
| 46.     | Mórahalom        | Csongrád-Csanád        | 2025. március 3.   |
| 47.     | Szeged           | Csongrád-Csanád        | 2025. március 3.   |
| 48.     | Ópusztaszer      | Csongrád-Csanád        | 2025. március 4.   |
| 49.     | Ruzsa            | Csongrád-Csanád        | 2025. március 4.   |
| 50.     | Hódmezővásárhely | Csongrád-Csanád        | 2025. március 4.   |
| 51.     | Szentes          | Csongrád-Csanád        | 2025. március 4.   |
| 52.     | Tatabánya        | Komárom-Esztergom      | 2025. március 6.   |
| 53.     | Kisbér           | Komárom-Esztergom      | 2025. március 7.   |
| 54.     | Ács              | Komárom-Esztergom      | 2025. március 7.   |
| 55.     | Neszmély         | Komárom-Esztergom      | 2025. március 7.   |
| 56.     | Esztergom        | Komárom-Esztergom      | 2025. március 7.   |

### Orbán Viktor március 15-ei beszéde
Március 15-én Orbán Viktor miniszterelnök ünnepi beszédében a „húsvéti nagytakarítás” kapcsán „áttelelt poloskákról” beszélt, akiket el kell távolítani. Bár a miniszterelnök nem nevezett meg konkrét személyeket, a beszéd kontextusa alapján sokan úgy vélték, hogy a kijelentés Magyar Péterre, a Tisza Párt elnökére is utal, aki korábban nyilvánosságra hozott egy hangfelvételt volt feleségéről, Varga Juditról, a korábbi igazságügyi miniszterről.
A Fidesz politikusai és a kormányközeli média megerősítették ezt az értelmezést. Menczer Tamás például „poloskának” nevezte Magyar Pétert, utalva a hangfelvételre, míg Kubatov Gábor és Orbán Balázs is hasonlóan nyilatkozott. A Magyar Nemzet pedig olyan képeket közölt, amelyeken Magyar Pétert és a Tisza Párt támogatóit rovarként ábrázolták.
Magyar Péter visszautasította a miniszterelnök kijelentését, mondván, hogy Orbán nemcsak őt, hanem civileket, bírókat és magyar állampolgárok sokaságát hasonlította poloskákhoz. Kijelentette, hogy ilyen beszéd nem méltó egy miniszterelnökhöz, és reményét fejezte ki, hogy ez volt a mélypont Index. A közvélemény és számos más ellenzéki politikus is élesen bírálta Orbán Viktor kijelentését, sokan az 1930-as éveket idéző retorikának nevezték azt. 

### Nemzet Hangja
2025. március 24-én, hétfőn elindul a Tisza Párt „Nemzet Hangja” nevű kezdeményezése, amelyben 12+1 kérdésre várják a magyar emberek válaszát – jelentette be Magyar Péter a Facebookon. Bár formálisan nem népszavazásról van szó, a kezdeményezés egy nemzeti konzultációhoz hasonló, online és személyesen is kitölthető kérdéssor.
Magyar Péter közölte, hogy a már előregisztrált több százezer ember hétfőn értesítést kap a legközelebbi szavazópont helyszínéről. Reggel 8 órától országszerte több ezer önkéntes kezdi meg a kitelepüléseket, lehetőséget biztosítva minden 16 éven felüli magyar állampolgárnak a részvételre. A tervek szerint három hét alatt 2385 településen 7418 alkalommal lesz lehetőség a személyes véleménynyilvánításra, de céljuk, hogy végül mind a 3155 magyar településre eljussanak.
Az online szavazás már reggel 6 órakor elindul, és a visszaélések elkerülése érdekében kétfaktoros hitelesítéssel működik. A rendszer először emailben küld visszaigazoló kódot, majd SMS-ben is megerősítést kér. Személyesen csak érvényes személyazonosító okmánnyal lehet szavazni, és mindenki csak egyszer adhatja le a voksát. A személyesen leadott szavazatok kezelését, valamint érvényességét több újságíró is vitatta.
Április 13-án, vasárnap délutánra eredményváró rendezvényt szervezett a párt és Magyar Péter a Műegyetem rakpartjára. Az eseményen bemutatták a népszavazás eredményeit, melyet több százezer magyar állampolgár töltött ki. Az elmondások szerint a szavazatokat az ország mind a 3155 településéről összegyűjtötték, Magyar Péter pedig saját bevallása szerint mind a 106 választókerületet személyesen végigjárta. A beérkezett válaszokat Radnai Márk, a párt alelnöke ismertette, majd maga a pártelnök értékelte azokat. Összesen 1 137 266 érvényes szavazatot számoltak össze.

A 12+1 kérdésből csupán az utolsó – Ukrajna európai uniós csatlakozásával kapcsolatos – kapott lényegesen alacsonyabb, mintegy 60 százalékos támogatottságot, míg a többi kérdés esetében jellemzően 90 százalék feletti volt az igenek aránya. A személyi jövedelemadó 9 százalékra való csökkentését például valamivel több mint 80 százalék támogatta.
| Sorszám | Település         | Vármegye               | Dátum             |
| ------- | ----------------- | ---------------------- | ----------------- |
| 1.      | Budapest          | -                      | 2025. március 24. |
| 2.      | Jászberény        | Jász-Nagykun-Szolnok   | 2025. március 24. |
| 3.      | Jászapáti         | Jász-Nagykun-Szolnok   | 2025. március 24. |
| 4.      | Szolnok           | Jász-Nagykun-Szolnok   | 2025. március 24. |
| 5.      | Nagyoroszi        | Nográd                 | 2025. március 25. |
| 6.      | Balassagyarmat    | Nográd                 | 2025. március 25. |
| 7.      | Endrefalva        | Nográd                 | 2025. március 25. |
| 8.      | Salgótarján       | Nográd                 | 2025. március 25. |
| 9.      | Pásztó            | Nográd                 | 2025. március 25. |
| 10.     | Gyöngyös          | Heves                  | 2025. március 25. |
| 11.     | Eger              | Heves                  | 2025. március 25. |
| 12.     | Baja              | Bács-Kiskun            | 2025. március 26. |
| 13.     | Érsekcsanád       | Bács-Kiskun            | 2025. március 26. |
| 14.     | Kecel             | Bács-Kiskun            | 2025. március 26. |
| 15.     | Kiskőrös          | Bács-Kiskun            | 2025. március 26. |
| 16.     | Bócsa             | Bács-Kiskun            | 2025. március 26. |
| 17.     | Kecskemét         | Bács-Kiskun            | 2025. március 26. |
| 18.     | Mernye            | Somogy                 | 2025. március 27. |
| 19.     | Kaposvár          | Somogy                 | 2025. március 27. |
| 20.     | Iharosberény      | Somogy                 | 2025. március 27. |
| 21.     | Marcali           | Somogy                 | 2025. március 27. |
| 22.     | Balatonlelle      | Somogy                 | 2025. március 27. |
| 23.     | Siófok            | Somogy                 | 2025. március 27. |
| 24.     | Etyek             | Fejér                  | 2025. március 28. |
| 25.     | Mór               | Fejér                  | 2025. március 28. |
| 26.     | Székesfehérvár    | Fejér                  | 2025. március 28. |
| 27.     | Gárdony           | Fejér                  | 2025. március 28. |
| 28.     | Sárbogárd         | Fejér                  | 2025. március 28. |
| 29.     | Dunaújváros       | Fejér                  | 2025. március 28. |
| 30.     | Mosonmagyaróvár   | Győr-Moson-Sopron      | 2025. március 29. |
| 31.     | Sopron            | Győr-Moson-Sopron      | 2025. március 29. |
| 32.     | Kapuvár           | Győr-Moson-Sopron      | 2025. március 29. |
| 33.     | Beled             | Győr-Moson-Sopron      | 2025. március 29. |
| 34.     | Győr              | Győr-Moson-Sopron      | 2025. március 29. |
| 35.     | Kőszeg            | Vas                    | 2025. március 30. |
| 36.     | Sárvár            | Vas                    | 2025. március 30. |
| 37.     | Celldömölk        | Vas                    | 2025. március 30. |
| 38.     | Vasvár            | Vas                    | 2025. március 30. |
| 39.     | Körmend           | Vas                    | 2025. március 30. |
| 40.     | Szombathely       | Vas                    | 2025. március 30. |
| 41.     | Keszthely         | Zala                   | 2025. március 31. |
| 42.     | Zalaegerszeg      | Zala                   | 2025. március 31. |
| 43.     | Zalalövő          | Zala                   | 2025. március 31. |
| 44.     | Lovászi           | Zala                   | 2025. március 31. |
| 45.     | Nagykanizsa       | Zala                   | 2025. március 31. |
| 46.     | Mezőkövesd        | Borsod-Abaúj-Zemplén   | 2025. április 1.  |
| 47.     | Sárospatak        | Borsod-Abaúj-Zemplén   | 2025. április 1.  |
| 48.     | Szikszó           | Borsod-Abaúj-Zemplén   | 2025. április 1.  |
| 49.     | Ózd               | Borsod-Abaúj-Zemplén   | 2025. április 1.  |
| 50.     | Kazincbarcika     | Borsod-Abaúj-Zemplén   | 2025. április 1.  |
| 51.     | Miskolc           | Borsod-Abaúj-Zemplén   | 2025. április 1.  |
| 52.     | Kisvárda          | Szabolcs-Szatmár-Bereg | 2025. április 2.  |
| 53.     | Fehérgyarmat      | Szabolcs-Szatmár-Bereg | 2025. április 2.  |
| 54.     | Mátészalka        | Szabolcs-Szatmár-Bereg | 2025. április 2.  |
| 55.     | Nyírbátor         | Szabolcs-Szatmár-Bereg | 2025. április 2.  |
| 56.     | Nyíregyháza       | Szabolcs-Szatmár-Bereg | 2025. április 2.  |
| 57.     | Hajdúböszörmény   | Hajdú-Bihar            | 2025. április 3.  |
| 58.     | Hajdúsámson       | Hajdú-Bihar            | 2025. április 3.  |
| 59.     | Berettyóújfalu    | Hajdú-Bihar            | 2025. április 3.  |
| 60.     | Hajdúszoboszló    | Hajdú-Bihar            | 2025. április 3.  |
| 61.     | Debrecen          | Hajdú-Bihar            | 2025. április 3.  |
| 62.     | Füzesgyarmat      | Békés                  | 2025. április 4.  |
| 63.     | Mezőberény        | Békés                  | 2025. április 4.  |
| 64.     | Békés             | Békés                  | 2025. április 4.  |
| 65.     | Mezőkovácsháza    | Békés                  | 2025. április 4.  |
| 66.     | Békéscsaba        | Békés                  | 2025. április 4.  |
| 67.     | Várpalota         | Veszprém               | 2025. április 7.  |
| 68.     | Balatonfüred      | Veszprém               | 2025. április 7.  |
| 69.     | Ajka              | Veszprém               | 2025. április 7.  |
| 70.     | Pápa              | Veszprém               | 2025. április 7.  |
| 71.     | Veszprém          | Veszprém               | 2025. április 7.  |
| 72.     | Csongrád          | Csongrád-Csanád        | 2025. április 8.  |
| 73.     | Kiszombor         | Csongrád-Csanád        | 2025. április 8.  |
| 74.     | Bordány           | Csongrád-Csanád        | 2025. április 8.  |
| 75.     | Szeged            | Csongrád-Csanád        | 2025. április 8.  |
| 76.     | Dorog             | Komárom-Esztergom      | 2025. április 9.  |
| 77.     | Lábatlan          | Komárom-Esztergom      | 2025. április 9.  |
| 78.     | Komárom           | Komárom-Esztergom      | 2025. április 9.  |
| 79.     | Tata              | Komárom-Esztergom      | 2025. április 9.  |
| 80.     | Budapest          | -                      | 2025. április 10. |
| 81.     | Paks              | Tolna                  | 2025. április 10. |
| 82.     | Dombóvár          | Tolna                  | 2025. április 10. |
| 83.     | Szekszárd         | Tolna                  | 2025. április 10. |
| 84.     | Mohács            | Baranya                | 2025. április 11. |
| 85.     | Komló             | Baranya                | 2025. április 11. |
| 86.     | Szentlőrinc       | Baranya                | 2025. április 11. |
| 87.     | Pécs              | Baranya                | 2025. április 11. |
| 88.     | Budaörs           | Pest                   | 2025. április 12. |
| 89.     | Érd               | Pest                   | 2025. április 12. |
| 90.     | Ráckeve           | Pest                   | 2025. április 12. |
| 91.     | Szigetszentmiklós | Pest                   | 2025. április 12. |
| 92.     | Pécel             | Pest                   | 2025. április 12. |
| 93.     | Üllő              | Pest                   | 2025. április 12. |
| 94.     | Monor             | Pest                   | 2025. április 12. |
| 95.     | Dabas             | Pest                   | 2025. április 12. |
| 96.     | Cegléd            | Pest                   | 2025. április 12. |
| 97.     | Pilisvörösvár     | Pest                   | 2025. április 13. |
| 98.     | Gödöllő           | Pest                   | 2025. április 13. |
| 99.     | Vác               | Pest                   | 2025. április 13. |
| 100.    | Dunakeszi         | Pest                   | 2025. április 13. |
| 101.    | Szentendre        | Pest                   | 2025. április 13. |
| 102.    | Budapest          | -                      | 2025. április 13. |

Ezekre a kérdésekre 2025. március 24-től április 13-ig lehet majd válaszolni:

„Ezekre a kérdésekre 2025. március 24-től április 13-ig lehet majd válaszolni:
- Egyetért-e Ön azzal, hogy évi maximum 200 ezer forint értékben Nyugdíjas Szép-kártyát vezessünk be, amely élelmiszerre, gyógyszervásárlásra és egészségmegőrzésre fordítható?
- Egyetért-e Ön azzal, hogy a gyógyszerek áfakulcsa 0 százalékra csökkenjen?
- Egyetért-e Ön azzal, hogy az állam ne fordíthasson költségvetési forrásokat magánegészségügyi beruházások támogatására, és évente minimum 500 milliárd forint extra forrást biztosítson az állami egészségügyi rendszer fejlesztésére?
- Egyetért-e Ön azzal, hogy a visszaszerzett nemzeti vagyont oktatásra, egészségügyre és vidékfejlesztésére fordítsuk?
- Egyetért-e Ön azzal, hogy az egészséges élelmiszerek áfakulcsa maximum 5 százalék legyen?
- Egyetért-e Ön azzal, hogy a személyi jövedelemadó (szja) egységesen 9 százalékra csökkenjen?
- Egyetért-e Ön azzal, hogy újra bevezetésre kerüljön a korábbi területeken a kata adózási forma?
- Egyetért-e Ön azzal, hogy az 5 milliárd forintos vagyon felett extra adófizetési kötelezettség kerüljön megállapításra?
- Egyetért-e Ön azzal, hogy Magyarország az Európai Unió és a NATO tagja maradjon?
- Egyetért-e Ön azzal, hogy egy miniszterelnök két ciklusig, maximum 8 évig tölthesse be a pozícióját?
- Egyetért-e Ön azzal, hogy az önkormányzatok visszakapják a hatásköreiket, intézményeiket és forrásaikat az oktatási, egészségügyi és szociális területen?
- Egyetért-e Ön azzal, hogy a miniszterelnök fizetése maximum 2,5 millió forint legyen, és az országgyűlési képviselők jövedelme a felére csökkenjen?

+1 Támogatja-e Ön, hogy Ukrajna az Európai Unió tagja legyen?”

#### Eredmények
| Sorszám | Kérdés | Eredmény | Eredmény |
| Sorszám | Kérdés | Igen     | Nem      |
| ------- | --- | -------- | -------- |
| 1.      | Egyetért-e Ön azzal, hogy évi maximum 200 ezer forint értékben Nyugdíjas Szép-kártyát vezessünk be, amely élelmiszerre, gyógyszervásárlásra és egészségmegőrzésre fordítható?                                                          | 92,32%   | 7,68%    |
| 2.      | Egyetért-e Ön azzal, hogy a gyógyszerek áfakulcsa 0 százalékra csökkenjen? | 92,59%   | 7,41%    |
| 3.      | Egyetért-e Ön azzal, hogy az állam ne fordíthasson költségvetési forrásokat magánegészségügyi beruházások támogatására, és évente minimum 500 milliárd forint extra forrást biztosítson az állami egészségügyi rendszer fejlesztésére? | 98,29%   | 1,71%    |
| 4.      | Egyetért-e Ön azzal, hogy a visszaszerzett nemzeti vagyont oktatásra, egészségügyre és vidékfejlesztésére fordítsuk? | 99,33%   | 0,67%    |
| 5.      | Egyetért-e Ön azzal, hogy az egészséges élelmiszerek áfakulcsa maximum 5 százalék legyen? | 98,38%   | 1,62%    |
| 6.      | Egyetért-e Ön azzal, hogy a személyi jövedelemadó (szja) egységesen 9 százalékra csökkenjen? | 81,91%   | 18,09%   |
| 7.      | Egyetért-e Ön azzal, hogy újra bevezetésre kerüljön a korábbi területeken a kata adózási forma? | 90,72%   | 9,28%    |
| 8.      | Egyetért-e Ön azzal, hogy az 5 milliárd forintos vagyon felett extra adófizetési kötelezettség kerüljön megállapításra? | 96,08%   | 3,92%    |
| 9.      | Egyetért-e Ön azzal, hogy Magyarország az Európai Unió és a NATO tagja maradjon? | 98,68%   | 1,32%    |
| 10.     | Egyetért-e Ön azzal, hogy egy miniszterelnök két ciklusig, maximum 8 évig tölthesse be a pozícióját? | 96,52%   | 3,48%    |
| 11.     | Egyetért-e Ön azzal, hogy az önkormányzatok visszakapják a hatásköreiket, intézményeiket és forrásaikat az oktatási, egészségügyi és szociális területen?                                                                              | 98,85%   | 1,15%    |
| 12.     | Egyetért-e Ön azzal, hogy a miniszterelnök fizetése maximum 2,5 millió forint legyen, és az országgyűlési képviselők jövedelme a felére csökkenjen?                                                                                    | 92,13%   | 7,87%    |
| +1      | Támogatja-e Ön, hogy Ukrajna az Európai Unió tagja legyen? | 58,18%   | 41,82%   |

### Egymillió lépés
Magyar Péter, a Tisza Párt elnöke 2025. május 14-én, szerdán reggel a Szent István Bazilikánál tartott sajtótájékoztatón jelentette be, hogy gyalogos békemenetre indul Budapestről Nagyváradra, melynek célja a nemzeti egység és a külhoni magyarokkal való kapcsolattartás erősítése. A közel 300 kilométeres gyalogtúra során – melyet a résztvevők körülbelül egymillió lépésben fognak megtenni – az elnök szerint lépésről lépésre szeretnék meghallgatni és megérteni a magyar emberek mindennapi problémáit. Magyar hangsúlyozta, hogy céljuk a megosztottság csökkentése, és azt üzeni: „nem magyar áll szemben magyarral”, a nemzeti egység fontosabb, mint a politikai megosztottság.
A kezdeményezés közvetlen előzménye, hogy Orbán Viktor miniszterelnök nemsokkal ezelőtt politikai támogatást sugallt George Simion román elnökjelölt irányába, aki az AUR nevű szélsőjobboldali, magyarellenes párt vezetője. Ez az a mozgalom, amely korábban részt vett az úzvölgyi székely katonatemető meggyalázásában. Magyar Péter szerint Orbán ezzel a kiállással elárulta a külhoni magyarokat, különösen fájónak tartva, hogy mindezt a történelmi jelentőségű tihanyi apátságban tette meg.
A gyalogos országjárás másik oka a belpolitikai feszültség. Orbán Viktor kedden bejelentette, hogy „példátlan titkosszolgálati akció” indult Magyarország ellen, amely mögött szerinte Ukrajna áll, célja pedig a kormány lejáratása és az uniós csatlakozással kapcsolatos döntések befolyásolása. Bár a miniszterelnök nem nevezett meg konkrét pártot, a kormány által készített videóban feltűnik Magyar Péter és Ruszin-Szendi Romulusz, így egyértelmű célpontként jelenik meg a Tisza Párt. Magyar ezt politikai támadásként értelmezte, és azzal vádolta a kormányt, hogy kommunista módszerekkel próbálja besározni az ellenzéket, miközben maga játszik külföldi hatalmak „kottájából”. Bár Magyart is érték már "a kommunista hatalmak kottájából játszik" vád, de erre nincsen bizonyíték, ráadásul Magyar kritikusai a kommunisták alatt a liberálisokat értik. Magyar Péter támogatói szerint azonban a kommunistának sokkal inkább felel meg Vlagyimir Putyin és Oroszország mintsem a kapitalista Nyugat-Európa.
A pártelnök bejelentette, hogy Orbán Viktor ellen négy bűncselekmény gyanúja miatt feljelentést tesz. Ugyanakkor azt is világossá tette, hogy nem kíván a hagyományos politikai kommunikáció eszközeivel élni: a propagandamédiával csak akkor hajlandó interjút adni, ha azok legalább két napot vele gyalogolnak, élő adásban kérdeznek, és előbb Orbán Viktort is számon kérik a nemzetárulás vádjával.
A magyar-román határt Magyar szerint csak egy kis létszámú, legfeljebb húszfős kísérőcsapattal szándékoznak átlépni, ezzel is hangsúlyozva békés szándékaikat és a túra civil jellegét. Az esemény nem csupán politikai akció, hanem egyfajta közvetlen társadalmi párbeszéd is, amelyben a pártelnök személyes jelenléttel kíván kapcsolatot teremteni a választókkal. A menet 11:30-kor indult a Szent István térről az Andrássy út irányába, majd május 24-én érkezett meg Nagyváradra.
A párttal szemben kritikus többnyire kormányközeli médiumok számos kritikát megfogalmaztak a menettel kapcsolatban. Azonban a kritikák által "tényként" említett dolgokat a tisza párt és Magyar Péter megkérdőjelezte. Egyébként élő közvetítésben lehetett nézni a menetet így látszott is, hogy végig sétált. A a 33-as hivatkozás cikkében található felvétel még a menet aznapi elindulása előtt készült.

### 80 nap alatt Magyarország körül
2025. június 19-én Magyar Péter egy Facebook-on közzétett videójában jelentette be, hogy a nyár során újabb országjárást szervez. A július 12-én Nagykanizsán megrendezésre kerülő kongresszuson ismertette az új országjárást, melynek a 80 nap alatt Magyarország körül lett az elnevezése. Beszédében megjegyezte, hogy október 23-ig járja be újból az országot és a nemzeti ünnepen zárja a menetet. Az országjárás során különböző közlekedési eszközökkel (kenuval, biciklivel, motorral, vonaton) kampányol szimpatizánsaival, Tisza Sziget tagokkal.
| A "80 nap alatt Magyarország körül" országjárás útvonalai | A "80 nap alatt Magyarország körül" országjárás útvonalai         | A "80 nap alatt Magyarország körül" országjárás útvonalai | A "80 nap alatt Magyarország körül" országjárás útvonalai |
| Sorszám                                                   | Helyszín, útvonal                                                 | Vármegye                                                  | Dátum                                                     |
| --------------------------------------------------------- | ----------------------------------------------------------------- | --------------------------------------------------------- | --------------------------------------------------------- |
| 1.                                                        | Tokaj                                                             | Borsod-Abaúj-Zemplén                                      | 2025. július 16.                                          |
| 2.                                                        | Tokaj – Tiszaladány – Tiszalök                                    | Borsod-Abaúj-Zemplén, Szabolcs-Szatmár-Bereg              | 2025. július 17.                                          |
| 3.                                                        | Tiszalök – Tiszadada – Tiszadob – Tiszaújváros                    | Szabolcs-Szatmár-Bereg, Borsod-Abaúj-Zemplén              | 2025. július 18.                                          |
| 4.                                                        | Tiszadorogma – Tiszabábolna – Tiszafüred                          | Borsod-Abaúj-Zemplén, Jász-Nagykun-Szolnok                | 2025. július 19.                                          |
| 5.                                                        | Tiszafüred – Abádszalók – Kisköre – Sarud – Poroszló – Tiszafüred | Jász-Nagykun-Szolnok, Heves                               | 2025. július 20.                                          |
| 6.                                                        | Sarud – Hortobágy – Balmazújváros – Hajdúszoboszló                | Heves, Hajdú-Bihar                                        | 2025. július 21.                                          |
| 7.                                                        | Hajdúszoboszló – Hajdúszovát – Mikepércs – Ibrány – Debrecen      | Hajdú-Bihar, Szabolcs-Szatmár-Bereg                       | 2025. július 22.                                          |
| 8.                                                        | Nagyoroszi – Szob – Kismaros – Verőce                             | Nógrád, Pest                                              | 2025. július 23.                                          |
| 9.                                                        | Budapest, Déli pályaudvar – Gárdony – Sukoró – Velence – Gárdony  | Pest, Fejér                                               | 2025. július 24.                                          |
| 10.                                                       | Székesfehérvár, Országalma                                        | Fejér                                                     | 2025. július 26.                                          |
| 11.                                                       | Galambok – Cserszegtomaj – Hévíz – Keszthely                      | Zala                                                      | 2025. július 28.                                          |
| 12.                                                       | Balatonmagyaród – Kehidakustány – Zalaszentlászló – Zalaszentgrót | Zala                                                      | 2025. július 29.                                          |
| 13.                                                       | Csömödér – Lenti – Becsvölgye – Zalaegerszeg                      | Zala                                                      | 2025. július 30.                                          |
| 14.                                                       | Zalalövő – Szalafő – Őriszentpéter – Szentgotthárd                | Zala, Vas                                                 | 2025. július 31.                                          |
| 15.                                                       | Battonya – Mezőhegyes – Orosháza                                  | Békés                                                     | 2025. augusztus 4.                                        |
| 16.                                                       | Szarvas – Kondoros – Kamut – Körösladány – Békéscsaba             | Békés                                                     | 2025. augusztus 5.                                        |
| 17.                                                       | Békés – Sarkadkeresztúr – Szabadkígyós – Gyula                    | Békés                                                     | 2025. augusztus 6.                                        |
| 18.                                                       | Lakitelek – Tiszakécske – Tiszaalpár – Kiskunfélegyháza           | Bács-Kiskun                                               | 2025. augusztus 7.                                        |
| 19.                                                       | Soltvadkert – Izsák – Kecskemét                                   | Bács-Kiskun                                               | 2025. augusztus 8.                                        |
| 20.                                                       | Törökbálint – Visegrád – Szentendre                               | Pest                                                      | 2025. augusztus 9.                                        |
| 21.                                                       | Balatonfenyves – Balatonboglár                                    | Somogy                                                    | 2025. augusztus 11.                                       |
| 22.                                                       | Balatonföldvár – Siófok                                           | Somogy                                                    | 2025. augusztus 12.                                       |
| 23.                                                       | Balatonalmádi – Tihany – Balatonfüred                             | Veszprém                                                  | 2025. augusztus 13.                                       |
| 24.                                                       | Révfülöp – Badacsonytomaj                                         | Veszprém                                                  | 2025. augusztus 14.                                       |
| 25.                                                       | Dorog – Tata – Esztergom                                          | Komárom-Esztergom                                         | 2025. augusztus 19.                                       |
| 26.                                                       | Pannonhalma, Váralja                                              | Győr-Moson-Sopron                                         | 2025. augusztus 20.                                       |
| 27.                                                       | Kóny – Sopron                                                     | Győr-Moson-Sopron                                         | 2025. augusztus 21.                                       |
| 28.                                                       | Mosonmagyaróvár – Győr                                            | Győr-Moson-Sopron                                         | 2025. augusztus 22.                                       |
| 29.                                                       | Szombathely                                                       | Vas                                                       | 2025. augusztus 23.                                       |

## Politikai programja
Magyar Péter választási programjait országjáró fórumain és nyilvános rendezvényein mondta el, melyeket később közösségi oldalára is kiposztolt.

„Add tovább! Ha a TISZA Párt felhatalmazást kap a magyar emberektől:
- azonnal duplájára emeli a családi pótlékot
- megemeli a 420 ezer legalacsonyabb ellátásban részesülő idős ember nyugdíját
- megemeli az ápolók és a szociális területen dolgozók bérét
- 5 %-ra csökkenti a zöldségek és gyümölcsök és az egészséges alapvető élelmiszerek ÁFA-ját
- részletes hazaváró programot hirdet a több, mint félmillió külföldön élő magyar hazacsábítására
- hazahozza Brüsszelből a hazánknak járó uniós ezermilliárdokat
- falu rehabilitációs programot hirdet
- visszaadja a tanári pálya megbecsültségét, az oktatás- és a tankönyvválasztás szabadságát
- módosítja az Alaptörvényt, csak két ciklusig (8 évig) lehet valaki országgyűlési képviselő és miniszterelnök
- csatlakozik az Uniós Ügyészséghez
- megszünteti a propaganda minisztériumot és létrehozza az egészségügyi-, oktatási- és a környezetvédelmi minisztériumot
- visszaadja a közmédia függetlenségét, betiltja a propagandát
- valódi családtámogatást hirdet, támogatni fogja az egy szülős és a beteg gyermekeket nevelő családokat
- nem a multi cégeket és a milliárdos agrár cégeket, hanem a kis- és közepes vállalatokat és a családi gazdálkodókat fogja támogatni
- átalakítja a végrehajtást
- megnyitja az ügynökaktákat
- felülvizsgálja a devizahitelesek ügyét
- visszahozza a KATA adózást
- felülvizsgálja a Magyarország számára előnytelen nemzetközi szerződéseket
- valódi gyermekvédelmi reformot hajt végre
- a lehető legtöbb forrást fog az egészségügyre és az oktatásra fordítani

A TISZA párt valódi társadalmi békét teremt és betemeti a mesterségesen létrehozott árkokat magyar és magyar közt.”

– Magyar Péter bejegyzése a Facebookon

Továbbá legfontosabb céljainak tartja a korrupcióellenességet, az oktatási és egészségügyi rendszer megreformálását illetve a jogállamiság visszaállítását. Állítása szerint hatalomra kerülése után helyreállítaná az ügyészségek függetlenségét, megszüntetné a KLIK-et, visszavezetné a szabad tankönyvválasztást. Azonnali csatlakozást ígér az Európai Ügyészséghez is.
A Tisza Párt elkötelezett az európai értékek és az Európai Unió intézménye mellett, valamint kormányra kerülés esetén a miniszterek és a miniszterelnök fizetését a tanári bértáblához kötné. A miniszterelnök fizetése nem haladhatja meg az I. besorolású pedagógus minimum fizetésének (538.000,- Ft) hatszorosát, a minisztereké pedig a négyszeresét.

## Szervezeti felépítése

### Elnökség

#### Tiszteletbeli és alapító elnök
| Kép | Név          | Tisztség kezdete | Tisztség vége | Forrás |
| --- | ------------ | ---------------- | ------------- | ------ |
|     | Szabó Attila | 2024. július 22. | hivatalban    | [ 44 ] |

#### Elnökei
| Kép | Név          | Tisztség kezdete  | Tisztség vége    | Forrás |
| --- | ------------ | ----------------- | ---------------- | ------ |
|     | Szabó Attila | 2020. október 23. | 2024. július 22. | [ 45 ] |
|     | Magyar Péter | 2024. július 22.  | hivatalban       | [ 44 ] |

#### Alelnökei
| Kép | Név             | Tisztség kezdete  | Tisztség vége     | Forrás               |
| --- | --------------- | ----------------- | ----------------- | -------------------- |
|     | Deák Boldizsár  | 2020. október 23. | 2024. április 10. | [ 5 ] [ 46 ]         |
|     | Somodi Erzsébet | 2020. október 23. | 2024. április 10. | [ 5 ]                |
|     | Magyar Péter    | 2024. április 10. | 2024. július 22.  | [ 47 ] [ 48 ] [ 49 ] |
|     | Radnai Márk     | 2024. április 10. | hivatalban        | [ 44 ]               |
|     | Tarr Zoltán     | 2024. július 22.  | hivatalban        | [ 44 ]               |

### További vezetői
| Kép | Név          | Szerepkör                                          | Hivatal kezdete  | Hivatal vége      | Forrás        |
| --- | ------------ | -------------------------------------------------- | ---------------- | ----------------- | ------------- |
|     | Pósfai Gábor | A TISZA Párt operatív működéséért felelős vezetője | 2025. február 3. | hivatalban        | [ 50 ]        |
|     | Farkas Dezső | A TISZA Szigetek koordinálásáért felelős vezető    | 2025. február 3. | 2025. március 24. | [ 50 ] [ 51 ] |

### Tagság
A tagság létszámáról megbízható adatok nem kerültek nyilvánosságra, a jelenleg ismert információk szerint a párt taglétszáma nem haladja meg az ötven-száz főt.

## Választási eredményei

### Európai parlamentiválasztások
| Választás | Listavezető  | Szavazatok száma | Szavazatok aránya | Mandátumok száma | +/- | Európai parlamenti csoport       | Európai párt |
| --------- | ------------ | ---------------- | ----------------- | ---------------- | --- | -------------------------------- | ------------ |
| 2024-es   | Magyar Péter | 1 352 699        | 29,60%            | 7 / 21           | 7   | Európai Néppárt Képviselőcsoport | Független    |

### Önkormányzati választások

#### Fővárosi közgyűlés
| Választás | Listavezető         | Szavazatok száma | Szavazatok aránya | Mandátumok száma | +/- | Státusz (többség/ellenzék) |
| --------- | ------------------- | ---------------- | ----------------- | ---------------- | --- | -------------------------- |
| 2024-es   | Bujdosó Andrea Anna | 216 609          | 27,34%            | 10 / 33          | 10  | ellenzék                   |

## Nevezetes támogatók

### Személyek
- Puzsér Róbert publicista[55][56]
- Nagy Ervin színművész[57]
- Márki-Zay Péter a Mindenki Magyarországa Néppárt elnöke, Hódmezővásárhely polgármestere, az Egységben Magyarországért miniszterelnök-jelöltje (2022)[58]
- Manfred Weber német politikus, az EPP - Európai Néppárt elnöke[59]
- Bálint András színművész[60]
- Rost Andrea operaénekes[61]
- Epres Attila színművész[62]
- Rusznák András színművész[63]
- Csézy énekesnő[64]
- Thuróczy Szabolcs színművész[65]
- Jordán Tamás színművész, rendező, színigazgató[66]
- Bódis Kriszta író, pszichológus, a Van Helyed Alapítvány vezetője[67][68]
- Bojár Gábor üzletember, a Graphisoft vezetője[69]
- Koltai Róbert színművész[70]
- Karsai Zita táncművész
- Ujlaki Dénes színművész
- Kéri László politológus, szociológus[71]
- Petschnig Mária Zita közgazdász
- Tóth "Bruti" Imre humorista[72]
- Havas Henrik újságíró[73]
- Lendvai Ildikó a Magyar Szocialista Párt elnöke (2009–2010)[74]
- Dr. Ruszin-Szendi Romulusz altábornagy, a Honvéd Vezérkar volt főnöke (2021–2023)[75]
- Kulcsár Krisztián világ- és Európa-bajnok pájbartőrvívó, a Magyar Olimpiai Bizottság elnöke (2017–2022)[76]
- Botka László szegedi polgármester[77]
- Sodró Eliza színésznő[78]
- Pankotai Lili aktivista[79]
- Magyar Bálint politikus[80]
- Raskó György közgazdász[81]
- Galla Miklós humorista[82]
- Bige László nagyvállalkozó, a Nitrogénművek Zrt., Magyarország egyetlen műtrágya-gyártó vállalatának tulajdonosa, a "műtrágyakirály"[83]
- Molnár "Caramel" Ferenc énekes, dalszerző[84]
- Nádasdy Ádám nyelvész, műfordító, költő[85]
- Staller Ilona Anna művésznevén Cicciolina, fotómodell[86]
- Horváth András vállalkozó, youtuber[87]
- Jeszenszky Géza történész, egyetemi oktató, az Antall-kormány és a Boross-kormány külügyminisztere, Magyarország egykori washingtoni, norvég és izlandi nagykövete [88]
- Borbély Alexandra színésznő[89]
- Tölgyessy Péter politológus
- Ruff Bálint politológus
- Nagy Ádám influenszer, a JÓLVANEZÍGY és a Fókuszcsoport Youtube csatorna tulajdonosa.

### Szervezetek, pártok

#### Nemzeti
- Talpra Magyarok Közössége

#### Nemzetközi
- Európai Néppárt (EPP)[90]
- Bajor Keresztényszociális Unió (CSU)

### Média
- Kontroll.hu